# Barrancominas
Barrancominas es un municipio colombiano del departamento de Guainía, al este del país. Limita por el oriente con Inírida y al sur con Morichal Nuevo, al oeste con el departamento de Guaviare y al norte con el corregimiento Güerima del municipio de Cumaribo en el departamento del Vichada.
El municipio se constituyó con la fusión de las antiguas áreas no municipalizadas: Barranco Minas y Mapiripana.

## Toponimia
Lleva este nombre a causa del arroyo "Minas" que desemboca en río Guaviare a un costado de la cabecera municipal.

## Límites
Limita por el norte con el departamento del Vichada, por el oriente con el municipio Inírida, al occidente con el departamento de Guaviare y por el sur con el área no municipalizada de Morichal Nuevo.

## División político-administrativa
Aparte de su cabecera municipal. Barrancominas, tiene bajo su jurisdicción los centros poblados:
- Arrecifal
- Carpintero
- Chiguiro
- Laguna Colorada
- Mapiripana: Tiene una población de 2730 habitantes.
- Minitas
- Pueblo Nuevo
- Puerto Zancudo

## Historia
Después de pasar por el visto positivo de la Presidencia de la República y de la consulta previa en la comunidad, la Asamblea Departamental de Guainía mediante ordenanza 248 de 2019 creó el municipio de Barrancominas, agregándole la antigua Área no municipalizada de Mapiripana bajo su jurisdicción. La ordenanza comenzó a regir a partir del primero de diciembre de 2019.

## Geografía

### Hidrografía
El municipio de Barrancominas se ubica en el curso medio del río Guaviare. En este municipio se encuentra el accidente geográfico del Raudal de Mapiripaná.

## Estructura organizacional municipal
| Barrancominas | Barrancominas | Barrancominas              |
| Departamento  | Código DANE   | Categoría municipal (2024) |
| ------------- | ------------- | -------------------------- |
| Guainía       | 94343         | Sexta                      |

- Personería: Es un centro del Ministerio Público de Colombia que ejerce, vigila y hace control sobre la gestión de las alcaldías y entes descentralizados; velan por la promoción y protección de los derechos humanos; vigilan el debido proceso, la conservación del medio ambiente, el patrimonio público y la prestación eficiente de los servicios públicos, garantizando a la ciudadanía la defensa de sus derechos e intereses.

El actual Personero municipal es x (2020-2023).
- Concejo Municipal: Es la suprema autoridad política del municipio. En materia administrativa sus atribuciones son de carácter normativo. También le corresponde vigilar y hacer control político a la administración municipal. Se regulan por los reglamentos internos de la corporación en el marco de la Constitución Política Colombiana (artículo 313) y las leyes, en especial la Ley 136 de 1994 y la Ley 1551 de 2012.

Constituido por 9 concejales por un periodo de 4 años, integrado así: 
La U: 3 concejales. AICO y ASI: 2 concejales. Partido Liberal e Independientes: 1 concejal. 
- Alcaldía Municipal: En esta se encuentra la administración municipal y las entidades descentralizadas del municipio.

El Alcalde se pronuncia mediante decretos y se desempeña como representante legal, judicial y extrajudicial del municipio. El actual Alcalde municipal es Héctor Pérez García (2024-2027), elegido por voto popular.